# Эллерс, Эдуард Гаврилович
Эдуард Гаврилович Эллерс (1833—1889) — генерал-лейтенант, начальник штаба Киевского военного округа, герой русско-турецкой войны 1877—1878 годов.

## Биография
Родился 11 ноября 1833 года и происходил из дворян Нюландской губернии, сын военного врача коллежского советника Гавриила Ивановича Эллерса. Первоначальное образование Эллерс получил в Дворянском полку, откуда 13 августа 1852 года был выпущен прапорщиком в 1-ю полевую артиллерийскую бригаду.
Во время Восточной войны в 1855 году он находился в составе Балтийского корпуса, предназначенного для охраны берегов Лифляндии и Курляндии от возможных нападений соединённого англо-французского флота.
Произведённый 23 сентября 1856 года в поручики, Эллерс в 1858 году поступил в Николаевскую академию Генерального штаба, которую успешно окончил в 1860 году.
В 1862 году в чине штабс-капитана Эллерс был прикомандирован к штабу 13-й пехотной дивизии для исполнения поручений по части Генерального штаба, а через два года был произведён в капитаны, с переводом в Генеральный штаб. В 1868 году Эллерс был назначен состоять для особых поручений при командующем войсками Харьковского военного округа и вслед за тем — старшим адъютантом того же военного округа. Назначенный 21 июня 1870 года начальником штаба 9-й пехотной дивизии, Эллерс в следующем 1871 году был произведён в полковники.
С открытием турецкой кампаний 1877 года Эллерс, находясь в числе войск авангарда армии, предводительствуемой генерал-майором Радецким, под непосредственным начальством генерал-майора Драгомирова, перешёл в ночь с 14 на 15 июня Дунай у Зимницы и затем принял участие в бою на Систовских высотах и при занятии Систова. 16 июня Эллерс был в перестрелке у деревни Варбик, в июле при атаке Шипкинского перевала, в усиленной рекогносцировке Ловчи и в восьмидневной перестрелке на Шипкинском перевале. Назначенный 28 июля командиром 35-го пехотного Брянского полка, Эллерс с августа по декабрь находился при отражении многочисленных атак турками Шипкинской позиции и горы св. Николая. В декабре того же года Эллерс участвовал в боях во время обходного движения Шипки при переходе через Балканы, при усиленной бомбардировке Шипкинской позиции турками и в сражении на Шипкинском перевале, в котором между прочим была взята в плен вся Шипкинская армия Веселя-паши.
В январе следующего 1878 года Эллерс участвовал в переходе колонны генерала от инфантерии Радецкого от Казанлыка к Адрианополю, а в феврале — при занятии Сан-Стефано, при заключении Сан-Стефанского мира и при движении Брянского полка к Адрианополю, а оттуда через Силивры к Чаталдже. За успешные действия в 1877 году при обороне Шипкинского перевала Эллерс 5 июня 1878 года был произведён в генерал-майоры (со старшинством от 30 октября 1877 года) с зачислением в Генеральный штаб.
По окончании войны Эллерс был назначен начальником штаба 5-го армейского корпуса, затем с 19 февраля 1884 года он занимал место начальника штаба Харьковского военного округа, 30 августа 1886 года получил чин генерал-лейтенанта, а 19 октября 1888 года был назначен на место начальника штаба Киевского военного округа, с оставлением по Генеральному штабу.
Скончался Эллерс 21 декабря 1889 года в Киеве.

## Награды
Среди прочих наград Эллерс имел ордена:
- Орден Святой Анны 2-й степени (1875 год)
- Золотая сабля с надписью «За храбрость» (17 сентября 1877 года)
- Орден Святого Владимира 4-й степени с мечами и бантом (1877 год)
- Орден Святого Владимира 3-й степени с мечами (1878 год)
- Орден Святого Станислава 1-й степени с мечами (1879 год)
- Орден Святой Анны 1-й степени (1882 год)
- Орден Святого Владимира 2-й степени (1883 год)
- Орден Белого орла (1889 год)